# KSVG

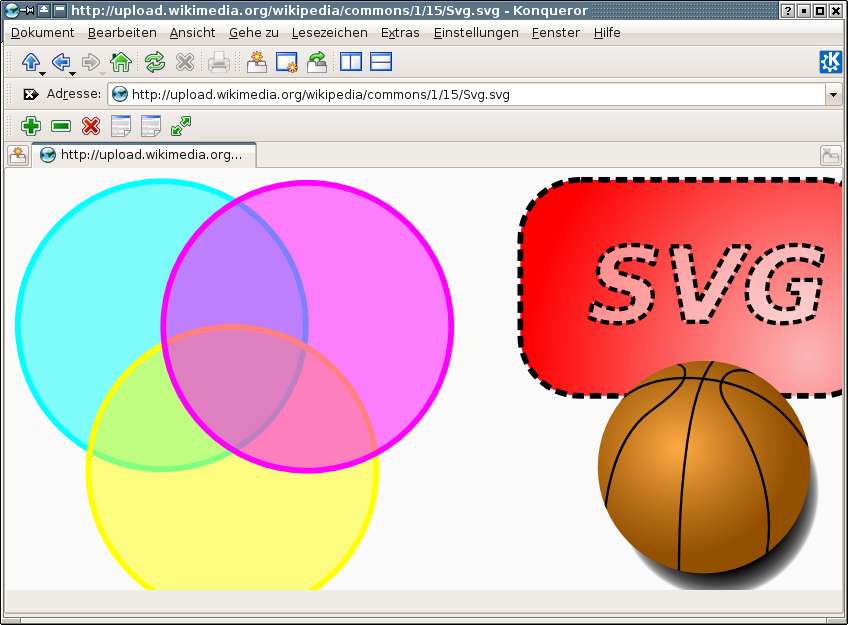

KSVG è una soluzione per l'interpretazione di SVG da parte dei browser basati su KHTML.
È integrato in KDE e con il browser Konqueror come un KPart. KSVG2 è sviluppato in cima a KDOM ed è stato distribuito con KDE4.
Insieme KDOM, KSVG è un componente sperimentale di Apple Inc.'s nel framework WebKit.
KSVG2 è anche una parte sperimentale di WebKit. Supporta il formato SVG 1.1.